# Orgilus leptocephalus
Orgilus leptocephalus är en stekelart som först beskrevs av Hartig 1838.  Orgilus leptocephalus ingår i släktet Orgilus och familjen bracksteklar. Arten är reproducerande i Sverige. Inga underarter finns listade i Catalogue of Life.